# Emilio Cappuccio
Emilio Cappuccio (Napoli, 15 settembre 1939) è un attore e doppiatore italiano.

## Biografia
Diplomato all'Accademia nazionale d'arte drammatica, viene scritturato come attore giovane del Teatro Stabile di Genova dove rimane per sette stagioni. Dal 1972 si dedica al doppiaggio e nel 1975 diventa socio della Società Attori Sincronizzatori (S.A.S.). Dopodiché è diventato un doppiatore libero.

## Filmografia

### Cinema
- Lo scopone scientifico, regia di Luigi Comencini (1972)

### Televisione
- Una tragedia americana – miniserie TV, episodio 1x01 (1962)
- E le stelle stanno a guardare – miniserie TV, 4 episodi (1971)
- Oltre il duemila – miniserie TV, episodio 1x02 (1971)
- Nero Wolfe – serie TV, episodio 1x08 (1971)
- Qui squadra mobile – serie TV, 4 episodi (1973)
- Delitto di regime - Il caso Don Minzoni, regia di Leandro Castellani – film TV (1973)
- Murat, regia di Silverio Blasi – miniserie TV (1975)
- Il commissario De Vincenzi – miniserie TV, episodio 1x03 (1977)
- Morte a passo di valzer – miniserie TV (1979)
- Don Luigi Sturzo – miniserie TV, episodi 1x01-1x02 (1981)
- Il giovane Mussolini – miniserie TV, episodio 1x03 (1993)

## Doppiaggio

### Film
- Bill Murray in I Tenenbaum, Le avventure acquatiche di Steve Zissou, Il treno per il Darjeeling, Moonrise Kingdom - Una fuga d'amore, Grand Budapest Hotel
- Roy Scheider in Prova d'innocenza, I segreti del cuore, Il mercante di diamanti
- John Kani in Captain America: Civil War, Black Panther
- Robert Duvall in Prova di forza
- Michael Callan in Leprechaun 3
- Alain Smith in La casa 3
- Robert Champagne in La casa 4
- Jeff Olson in Halloween 4 - Il ritorno di Michael Myers
- Gerrit Graham in La bambola assassina 2
- David Gale in Re-Animator 2
- Stan Lee in Generazione X
- Marshall Bell in All'improvviso un maledetto amore
- Terence Stamp in Morte in Vaticano
- Gerald McRaney in La storia infinita
- Jean Sorel in Il burbero
- Raymond Burr in Il ritorno di Ironside
- Brian Doyle-Murray in I tre marmittoni
- James Fox in Sherlock Holmes
- Jude Ciccolella in Premonition
- Bruce McGill in Fair Game - Caccia alla spia
- Jay Patterson in Ted 2
- Clancy Brown in Ricercati: ufficialmente morti
- Trevor Peacock in Fred Claus - Un fratello sotto l'albero
- Anthony Franciosa in Tenebre
- Udo Kier in Melancholia
- Elvis Presley in This Is Elvis
- Barry Bostwick in Un amore senza tempo
- Mohamed Sanaaeldin Shafie in Omicidio al Cairo
- Marlon Brando in Superman (ridoppiaggio)
- Ediz Hun in Insegnami ad uccidere

### Film d'animazione
- Rover e Daisy (Rover Dangerfield)
- Batman - La maschera del Fantasma (Carl Beaumont)
- Barbie Raperonzolo (Panettiere)
- Barbie - La principessa e la povera (Sacerdote)
- Fantastic Mr. Fox (Badger)
- Il regno di Ga'Hoole - La leggenda dei guardiani (Bubo)
- Maison Ikkoku Last Movie (sig. Chigusa)
- Lupin III - Green vs Red (Dottor Eichmann)
- Lupin III - La lampada di Aladino (Capo della polizia)

### Serie televisive
- Mark Harmon in Flamingo Road
- Richard Jenkins in Six Feet Under
- Jerry Adler ne I Soprano
- Mitch Pileggi in X-Files
- Duncan Regehr in Zorro
- John Aylward in E.R. - Medici in prima linea
- Billy Drago in Streghe
- Kent McCord in MacGyver
- Sam Anderson in Angel
- Kevin J. Wilson in Xena - Principessa guerriera
- Colm Meaney in Star Trek: Deep Space Nine
- Kenneth Welsh in Smallville
- George Peppard in A-Team (st. 5)

### Cartoni animati
- Turanga Morris (ep. 6x12), Prof. Morris Katz, Testa di Dick Cheney e Testa di Ronald Reagan in Futurama[1]
- I fantastici quattro (Reed Richards/Mr. Fantastic, 1° voce)
- Capitan Futuro (Simon Wright)
- Vampiri, pirati e alieni (Sam)
- In Principio - Storie della Bibbia (voce narrante)
- Iron Man (Jessie Turner)